# Kézsmárki István
Kézsmárki István (1976. március 29.) Lendület ösztöndíjas fizikus.

## Tanulmányai
1999-ban fizikusi diplomát, 2003-ban fizikus doktori fokozatot szerzett, azóta hosszabb-rövidebb megszakításokkal a Műegyetem oktatója és kutatója.

## Szakmai tevékenysége
Kutatómunkáját elsősorban a mágneses anyagok és biológiai rendszerek optikai és magnetooptikai spektroszkópiája témakörében végzi. Emellett oktatási tevékenységének fő témakörei a BME-n az optikai spektroszkópia, a magnetooptika, és a szilárdtestfizika.
Doktori fokozata megszerzése után a BME-n helyezkedett el tanársegédként. 2003 és 2004 között posztdoktori munkát végzett a Tokió Egyetem Alkalmazott Fizikai Tanszékén, majd visszatért a BME-re. Ugyanebben az évben az MTA és a BME közös Kondenzált Anyagok Fizikája Kutatócsoportjának tagja lett. 2008-ban docensi címet szerzett, és a BME Fizika Intézet Magnetooptikai Spektroszkópiai kutatócsoportjának vezetője lett. 2013-tól az Augsburgi Egyetem Kísérleti Fizika Tanszékének vendégprofesszora.
2014-ben támogatást nyert, és kutatócsoportot alapított a Lendület program keretében. A csoport kutatási témája: Intelligens anyagok kutatása fotonikai és optikai bioszenzor alkalmazásokhoz.

## Díjai, elismerései
- Bolyai János posztdoktori ösztöndíj (2005, 2009)[5]
- Akadémiai Ifjúsági Díj (2010)[5]
- Lendület ösztöndíj (2014-2019)[3]
- MTA Fizikai Díj (2014)[6]
- A Magyarországi Svéd Kereskedelmi Testület „Gran Prize” díja (2016)[7][8]

## További információ

### Személyes weblapok
- Dr. István Kézsmárki – Group leader (angol nyelven). (Hozzáférés: 2019. május 10.)
- István Kézsmárki. www.physik.uni-augsburg.de. (Hozzáférés: 2019. május 10.)

### Ismeretterjesztés
- Index: Működik a magyar kutatók maláriadetektora. index.hu, 2014. május 19. (Hozzáférés: 2019. május 10.)
- Kísérletező fizikus kétségekkel. www.innoteka.hu. (Hozzáférés: 2019. május 10.)